# São Brissos (Beja)
 São Brissos  ist ein Ort und eine ehemalige Gemeinde (Freguesia) in Portugal im Landkreis und Bezirk von  Beja. Die Gemeinde hatte eine Fläche von 51,6 km² und 108 Einwohner (Stand 30. Juni 2011).
Am 29. September 2013 wurden die Gemeinden São Brissos und Trigaches zur neuen Gemeinde União das Freguesias de Trigaches e São Brissos zusammengeschlossen.